# Premiärlöjtnant

Gradbeteckning för premiärlöjtnant i finländska flygvapnet.

Premiärlöjtnant är en officersgrad som förekommer och förekommit i olika arméer och flottor. Idag är den finländska försvarsmakten den enda militära organisation som använder denna grad på svenska språket.

## Finland
Premiärlöjtnant, är en officersgrad i den finländska försvarsmakten, mellan löjtnant och kapten eller kaptenlöjtnant.

## Sverige
Premiärlöjtnant är en numera till namnet ändrad grad inom flottans officerskår. På 1820-talet motsvarade premiärlöjtnant arméns kapten, men detta ändrades 1841, då en ny grad, kaptenlöjtnant, tillkom. Denna senare grad blev då likställd med kaptens och premiärlöjtnant fick löjtnants rang. Graden bibehölls till 1866, då flottan delades och premiärlöjtnantsgraden övergick till att bli löjtnant.